# کریستوفر بو
کریستوفر بو (دانمارکی: Christoffer Boe؛ زادهٔ ۷ مهٔ ۱۹۷۴) یک کارگردان، و فیلم‌نامه‌نویس اهل دانمارک است. 